# تامی رتیگ
تامی رتیگ (انگلیسی: Tommy Rettig؛ ‏ ۱۰ دسامبر ۱۹۴۱ – ۱۵ فوریهٔ ۱۹۹۶) بازیگر، مهندس نرم‌افزار کامپیوتر و مولف اهل ایالات متحده آمریکا بود.
از فیلم‌ها یا برنامه‌های تلویزیونی که وی در آن نقش داشته است، می‌توان به به زور اسلحه، سینوهه، چنان بزرگ و آخرین واگن اشاره کرد.